# AMX International AMX
AMX International AMX är ett attackflygplan, med sekundär roll som spaningsflygplan, tillverkat av italiensk-brasilianska samriskföretaget AMX International. I brasilianska flygvapnet betecknas flygplanet A-1, och i det italienska flygvapnet A-11 Ghibli. 
Flygplanet är konstruerat att operera på låg höjd i underljudshastighet, i såväl dagsljus som mörker. Flygplanet har även kapacitet att starta från skadade baser såväl som från flygbaser utan permanenta faciliteter. Flygplanet har en låg IR-signatur, vilket försvårar bekämpning med robotar.

## Användare
Brasilien
- Brasiliens flygvapen opererar 60 AMX-A/T (inklusive åtta skolflygplan AMX-T).[1] 43 plan modifierade till A-1M levererades mellan 2013 och 2017, och planeras att tas ur tjänst 2032.[2]
  - 1 Esquadrão/16 Grupo de Aviação Esquadrão Adelphi
  - 1 Esquadrão/10 Grupo de Aviação Esquadrão Poker
  - 3 Esquadrão/10 Grupo de aviação Esquadrão Centauro

 Italien
- Italiens flygvapen opererar 43 st. A-11B, 12 st. TA-11B
  - 13 Gruppo, 32 Stormo (markattackdivision)
  - 101 Gruppo, 32 Stormo (skoldivision, 12 st. TA-11B)
  - 103 Gruppo, 51 Stormo (markattackdivision, 14 st. A-11B)
  - 132 Gruppo, 51 Stormo (markattack- och spaningsdivision, 15 st. A-11B)